# Aguiar da Beira
Aguiar da Beira ist eine Kleinstadt (Vila) im Norden Portugals im Distrikt Guarda und in der statistischen Region  Centro. Sie liegt  im Gebirge der Serra da Lapa in einer Höhe von 807 Metern. Sie hat 1475 Einwohner (Stand 30. Juni 2011). Sie ist zudem Sitz eines gleichnamigen Kreises (Município).

## Geschichte
Das genaue Datum der Gründung von Aguiar da Beira ist unbekannt, Spuren weisen zurück auf keltische und römische Besiedlungen. Unter den Römern wurde eine Burg errichtet, deren Reste noch heute vorhanden sind. Um die Burg herum hatte sich eine römische Stadt entwickelt. Nach der maurischen Eroberung von großen Teilen der iberischen Halbinsel lag die Stadt im Königreich León, das  unter christlicher Herrschaft geblieben war. Dennoch gelang es den Mauren 985, Aguiar da Beira vorübergehend zu besetzen. 1120 erhielt Aguiar da Beira das erste neuere Stadtrecht (nach anderer Meinung 1258), das 1512 durch König Manuael I. erneuert wurde. 1300 war der Stadt unter König  Dinis (1261–1325) das Recht verliehen worden, eine eigene Messe abzuhalten, was nur bedeutenden Städten erlaubt wurde.
Neben den Ruinen des römischen Kastells finden sich in der Stadt noch ein im Jahr 1777 restaurierter Uhrenturm aus dem 15. Jahrhundert sowie ein Schandpfahl aus dem Jahr 1512 und ein altes ehemaliges Benediktinerkloster.

## Verwaltung

### Kreis
Aguiar da Beira ist Sitz eines gleichnamigen Kreises (Concelho) im Distrikt Guarda. Am 19. April 2021 hatte der Kreis 5231 Einwohner auf einer Fläche von 206,8 km².
Die Nachbarkreise sind (im Uhrzeigersinn im Norden beginnend): Sernancelhe, Trancoso, Fornos de Algodres, Penalva do Castelo sowie Sátão.
Mit der Gebietsreform im September 2013 wurden mehrere Gemeinden zu neuen Gemeinden zusammengefasst, sodass sich die Zahl der Gemeinden von zuvor 13 auf zehn verringerte.
Der Kreis setzt sich aus folgenden zehn Gemeinden (Freguesias) zusammen:

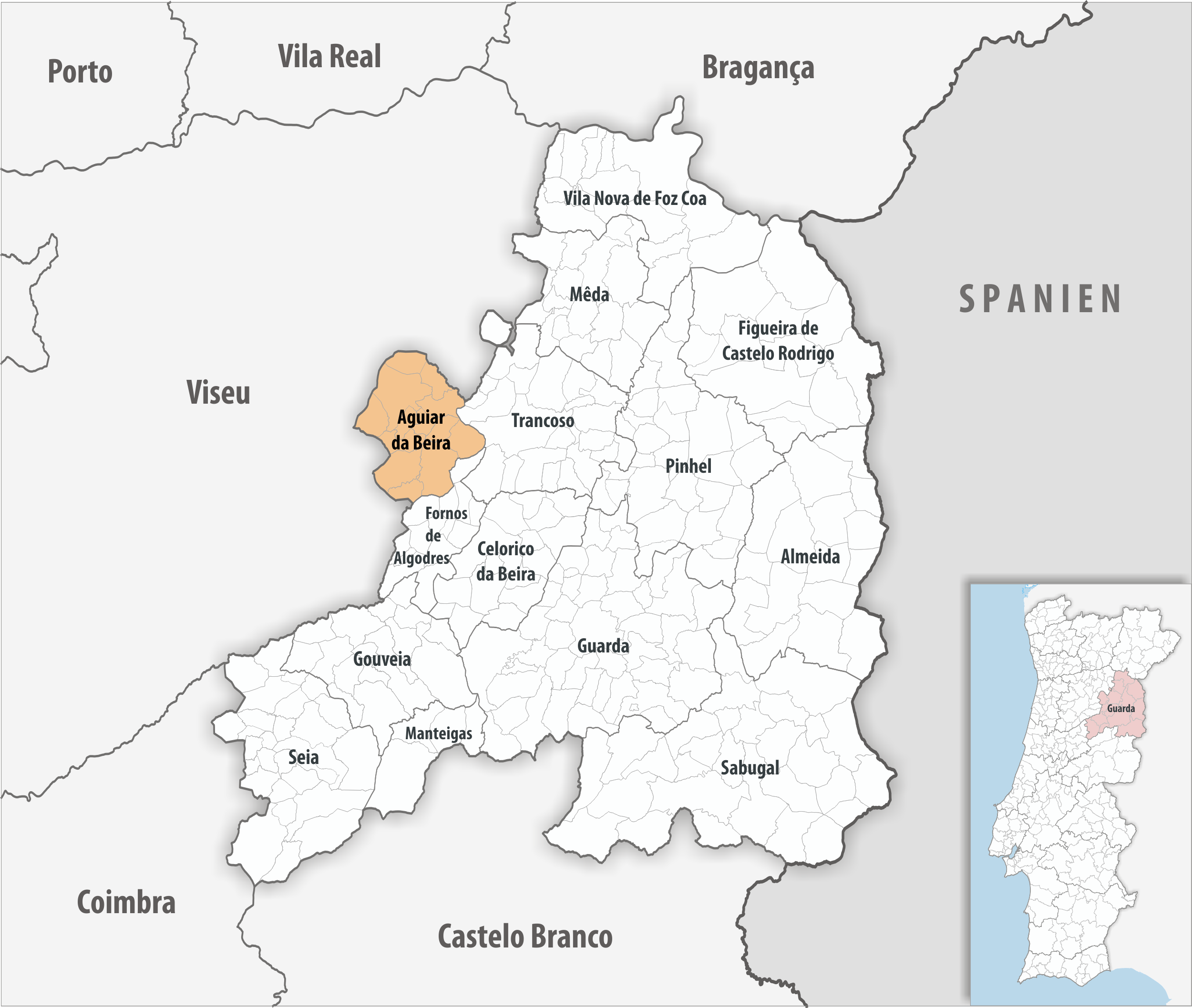
Kreis Aguiar da Beira

| Gemeinde                            | Einwohner (2021) | Fläche km² | Dichte Einw./km² | LAU- Code |
| ----------------------------------- | ---------------- | ---------- | ---------------- | --------- |
| Aguiar da Beira e Coruche           | 1.785            | 43,36      | 41               | 090114    |
| Carapito                            | 423              | 17,26      | 25               | 090102    |
| Cortiçada                           | 314              | 12,65      | 25               | 090103    |
| Dornelas                            | 666              | 23,75      | 28               | 090105    |
| Eirado                              | 181              | 9,24       | 20               | 090106    |
| Forninhos                           | 208              | 9,62       | 22               | 090107    |
| Pena Verde                          | 715              | 29,40      | 24               | 090109    |
| Pinheiro                            | 231              | 15,88      | 15               | 090110    |
| Sequeiros e Gradiz                  | 345              | 23,92      | 14               | 090115    |
| Souto de Aguiar da Beira e Valverde | 363              | 21,68      | 17               | 090116    |
| Kreis Aguiar da Beira               | 5.231            | 206,76     | 25               | 0901      |

### Bevölkerungsentwicklung
Nach dem letzten Zensus von 2011 hat der Kreis 5.521 Einwohner, nachdem er 1960 noch 10.215 Einwohner zählte. Der starke Schwund wird mit Auswanderung und Abwanderung in die großen Städte begründet.
| Einwohnerzahl im Kreis Aguiar da Beira (1801–2011) | Einwohnerzahl im Kreis Aguiar da Beira (1801–2011) | Einwohnerzahl im Kreis Aguiar da Beira (1801–2011) | Einwohnerzahl im Kreis Aguiar da Beira (1801–2011) | Einwohnerzahl im Kreis Aguiar da Beira (1801–2011) | Einwohnerzahl im Kreis Aguiar da Beira (1801–2011) | Einwohnerzahl im Kreis Aguiar da Beira (1801–2011) | Einwohnerzahl im Kreis Aguiar da Beira (1801–2011) | Einwohnerzahl im Kreis Aguiar da Beira (1801–2011) | Einwohnerzahl im Kreis Aguiar da Beira (1801–2011) |
| -------------------------------------------------- | -------------------------------------------------- | -------------------------------------------------- | -------------------------------------------------- | -------------------------------------------------- | -------------------------------------------------- | -------------------------------------------------- | -------------------------------------------------- | -------------------------------------------------- | -------------------------------------------------- |
| 1801                                               | 1849                                               | 1900                                               | 1930                                               | 1960                                               | 1981                                               | 1991                                               | 2001                                               | 2011                                               |                                                    |
| 3 292                                              | 6 759                                              | 8 466                                              | 8 545                                              | 10 215                                             | 7 285                                              | 6 725                                              | 6 247                                              | 5 521                                              |                                                    |

### Kommunaler Feiertag
- 10. Februar

### Städtepartnerschaften
- Irland: Lisdoonvarna (seit 1998)[7]

## Wirtschaft
Der Kreis ist landwirtschaftlich geprägt, insbesondere Viehzucht und Obstanbau sind zu nennen. Die Industrie ist insbesondere mit Betrieben der Holzverarbeitung und der Nahrungsmittelindustrie vertreten. Im Kreis werden Erze abgebaut. Der Fremdenverkehr hat an Stellenwert gewonnen, neben dem Turismo rural ist dabei vor allem das 1924 eingerichtete, nach einer Schließung 1995 seit 2008 wieder neu eröffnete Thermalbad Caldas da Cavaca von Bedeutung.

## Söhne und Töchter der Stadt
- Pedro da Fonseca (1528–1599), jesuitischer Philosoph
- Manuel Dias Loureiro (* 1951), Jurist und PSD-Politiker, zweimaliger Minister